# Sperlinga
Sperlinga (Sperrënga in gallosiculo, Spilliṅga in siciliano) è un comune italiano di 656 abitanti del libero consorzio comunale di Enna in Sicilia.
Il comune fa parte del circuito dei borghi più belli d'Italia.

## Geografia fisica
È situato tra i monti Nebrodi e le Madonie, nel cuore della Sicilia centrale, a 47 chilometri da Enna. Già definita "una regale dimora rupestre" scavata in una gigantesca mole d'arenaria, etimologicamente Sperlinga deriva dal greco e significa "Spelonca", grotta.
Il territorio comunale è caratterizzato da numerose grotte scavate nella roccia arenaria.

### Clima
| Sperlinga           | Mesi | Mesi | Mesi | Mesi | Mesi | Mesi | Mesi | Mesi | Mesi | Mesi | Mesi | Mesi | Stagioni | Stagioni | Stagioni | Stagioni | Anno |
| Sperlinga           | Gen  | Feb  | Mar  | Apr  | Mag  | Giu  | Lug  | Ago  | Set  | Ott  | Nov  | Dic  | Inv      | Pri      | Est      | Aut      | Anno |
| ------------------- | ---- | ---- | ---- | ---- | ---- | ---- | ---- | ---- | ---- | ---- | ---- | ---- | -------- | -------- | -------- | -------- | ---- |
| T. max. media (°C)  | 9,4  | 10,0 | 11,7 | 14,4 | 19,6 | 24,3 | 27,3 | 27,5 | 23,9 | 18,6 | 14,6 | 11,0 | 10,1     | 15,2     | 26,4     | 19,0     | 17,7 |
| T. min. media (°C)  | 4,4  | 4,3  | 5,5  | 7,7  | 11,6 | 15,9 | 18,6 | 19,2 | 16,5 | 12,5 | 9,0  | 6,2  | 5,0      | 8,3      | 17,9     | 12,7     | 11,0 |
| Precipitazioni (mm) | 63   | 50   | 46   | 35   | 24   | 9    | 9    | 16   | 38   | 78   | 65   | 63   | 176      | 105      | 34       | 181      | 496  |

## Storia
Reperti archeologici testimoniano che il territorio e le sue grotte erano abitati già quattromila anni fa. Tra i primi documenti storici in cui è citata Sperlinga, si trova un privilegio del Conte Ruggero del 1082. Risale al periodo subito successivo una forte colonizzazione da parte di popolazioni lombarde venute dal Nord Italia o Sicilia lombarda. Per questo motivo a Sperlinga si parla ancora oggi un dialetto gallo-italico, il gallo-italico di Sicilia, come in altre zone della Sicilia, dovuto a immigrazioni dalle province di Novara, Asti e Alessandria. Gerhard Rohlfs fece una ricerca sul dialetto galloitalico di Sicilia tra il 13 e 14 aprile del 1924 lasciando delle suggestive foto delle grotte di via Valle.
(Muhammad al-Idrisi)
Sperlinga è attestata come castrum (e quindi borgo dotato di strutture castellane) già in un documento del 1239..
La storia di Sperlinga si identifica con la storia delle famiglie che hanno posseduto il castello e i feudi annessi, i Ventimiglia, i Natoli, i Rosso e gli Oneto. 
Nel 1408 Giovanni Ventimiglia del castello Maniaci, Signore di Ucria e Pretore di Palermo viene anche investito del titolo di Barone del Castello di Sperlinga.
Il paese, nato come borgo feudale ai piedi del castello medievale normanno, si è espanso dal 1597 in poi, quando il re Filippo II concesse a Giovanni Natoli (Gianforte o Giovanni Forti Natoli), il titolo di principe di Sperlinga, e il privilegio di potervi fabbricare terre.
Il principe Natoli fece edificare la Chiesa dedicata a S. Giovanni Battista fuori dalle cinta del Castello, i cui primi atti parrocchiali sono datati 1612 e sviluppò tutto il borgo. Il figlio Francesco Natoli Maniaci cedette nel 1658 il castello e la proprietà feudale agli Oneto, con il titolo di duchi di Sperlinga, ma i Natoli mantennero sempre il titolo di principi di Sperlinga.

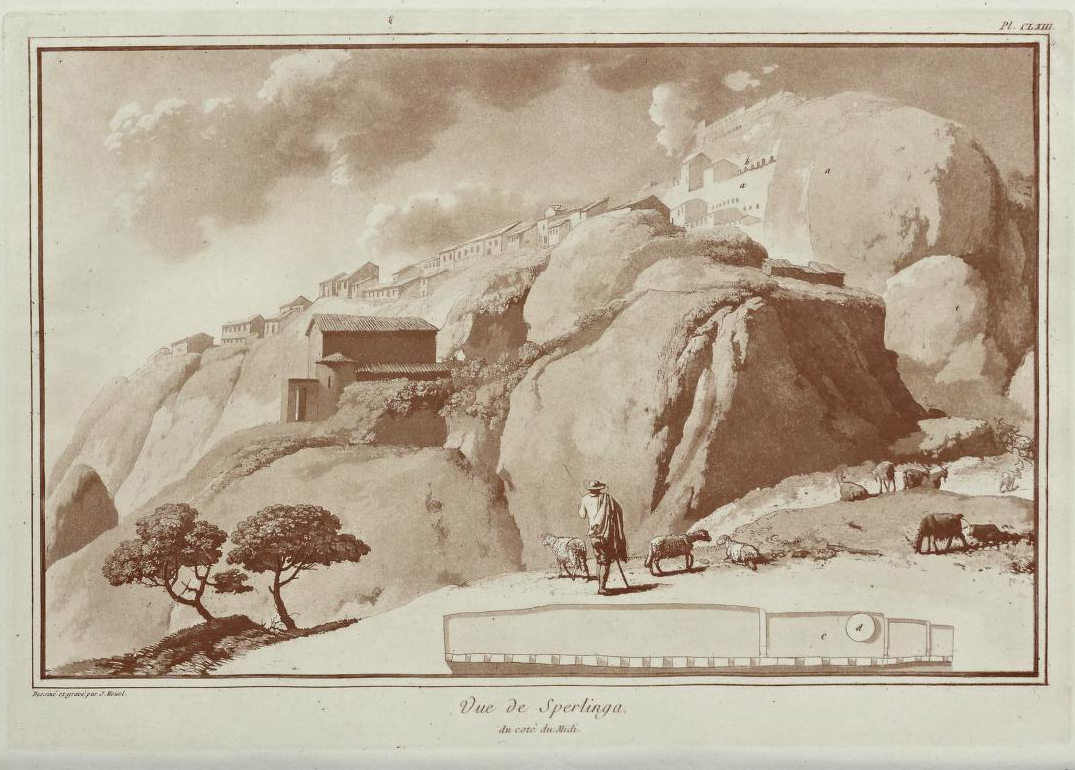
Veduta di Sperlinga di Jean Houel

Nel 1776 Sperlinga accoglie un viaggiatore illustre, il pittore francese Jean-Pierre Houël che nel suo Voyage pittoresque inserisce anche una veduta della città. Nel 1778 invece fu la volta di Jean-Claude Richard de Saint-Non e anch'egli ne fece una veduta.
In contrada Capostrà, nel luglio 1943, fu scattata la famosissima foto di Robert Capa che è diventata a livello mondiale il simbolo dello sbarco alleato, dopo la sua pubblicazione sulla rivista americana Life.
Nel 1955 Fosco Maraini realizza una serie di foto della città per la società Alinari.
Si segnalano le aree di Contrada Rossa, Cicera, Perciata, Grotta Vecchia, e all'interno del centro abitato quella del "Balzo" scavate in fila e sovrapposte con antistanti pittoresche stradine che costituiscono nel loro insieme un borgo rupestre, dove, ogni anno, il 16 agosto, si celebra la "Sagra del Tortone". Tale manifestazione folcloristica consiste nella distribuzione e degustazione di cibi locali tipici, espressione della migliore e più genuina tradizione culinaria del luogo. Al centro della proposta alimentare riccamente imbandita il gustosissimo "Tortone".
Nei giorni precedenti, i vari rioni del paese, ognuno rappresentato da una Dama, si sfidano in vari giochi. La dama del rione che ha ottenuto il maggior punteggio viene eletta Castellana di Sperlinga. Il 16 agosto la Castellana, insieme alle altre dei paesi Gallo-Italici, partecipa al corteo storico, composto da molti personaggi, in costume d'epoca, che sfilano lungo le vie del paese. Una giuria eleggerà la Dama dei paesi Gallo-Italici. La serata in piazza Castello è allietata da rappresentazioni di eventi storici, spettacoli pirotecnici, canti e balli.

## Monumenti e luoghi d'interesse

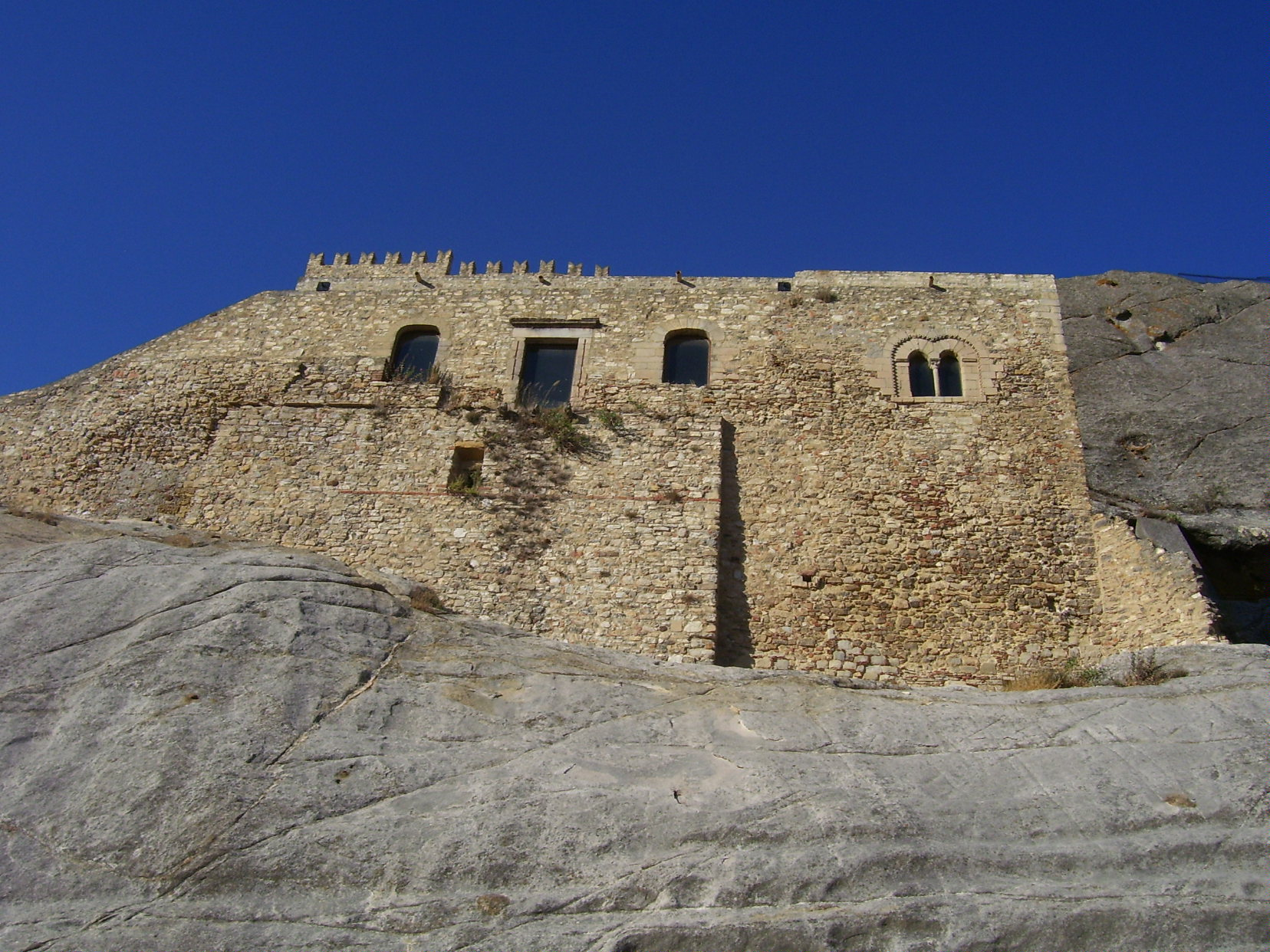
Il castello medioevale di Sperlinga

### Il castello
Il castello di Sperlinga è un raro esempio di castello rupestre, in parte scavato nella roccia e risalente probabilmente al periodo anteriore ai Siculi pre-greci (XII-VIII secolo a.C.), in parte costruito sulla stessa roccia, intorno all'anno 1080.
È stato sede dei conti Ventimiglia del castello Maniaci fino al 1597, poi dei principi di Sperlinga Natoli (1598 - 1658), e quindi dei duchi di Sperlinga Oneto (1658-1861), l'ultimo dei quali lo concesse in enfiteusi al barone Nunzio Nicosia, i cui discendenti lo donarono al comune di Sperlinga nel 1973.
Vi è una scritta in latino scolpita sull'arco a sesto acuto nell'androne del Castello, dal Principe del Castello Giovanni Natoli: Quod Siculis placuit, sola Sperlinga negavit, tale scritta postuma si riferisce alle vicende dei Vespri Siciliani (1282) quando una guarnigione francese di angioini si asserragliò all'interno del castello e resistette all'assedio per oltre un anno.
- Il Borgo Rupestre (ę Ruttə)[16]
- Via Valle (a Vaǫ)[17]
- Il Bosco di Sperlinga (Ǫ Boscǫ)[18]

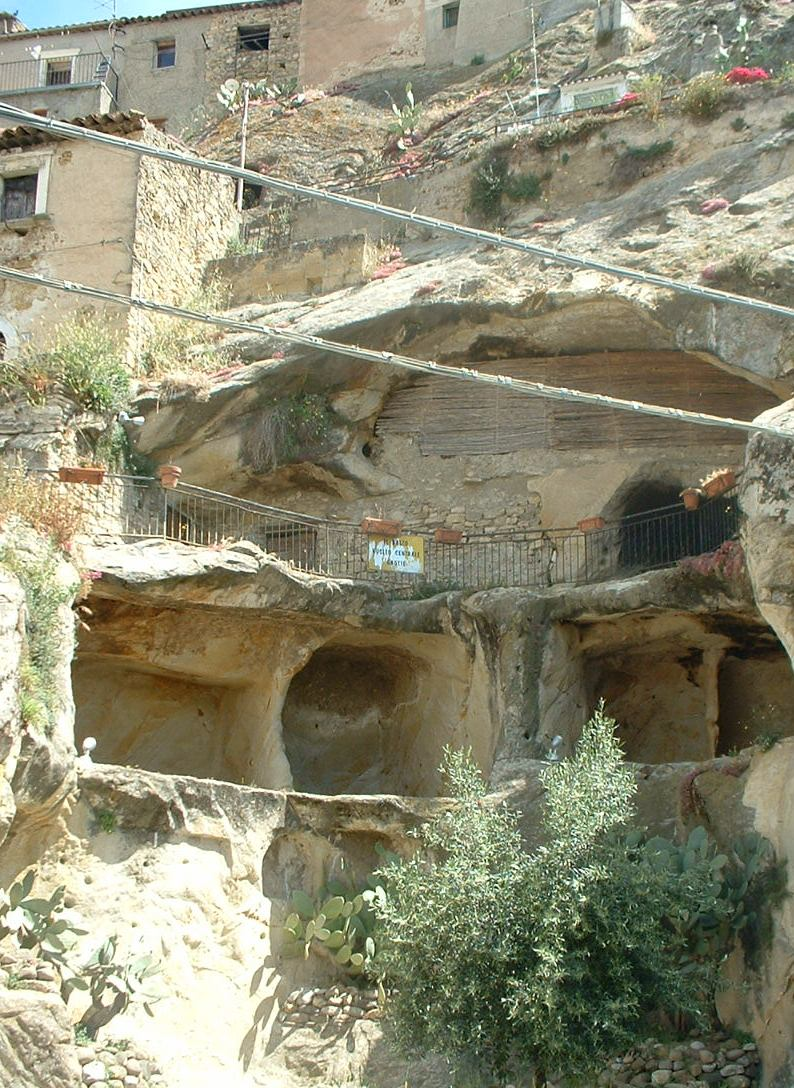
Grotte scavate nella roccia

- Contrada Capostrà, dove fu scattata una famosa foto di Robert Capa in cui un soldato statunitense ascolta le indicazioni di un contadino siciliano.

## Società

### Evoluzione demografica
Abitanti censiti

## Cultura

### Eventi
- 24 giugno, Festa di San Giovanni Battista, Santo patrono di Sperlinga
- 16 agosto, Elezione della Dama dei Castelli e Sagra del Tortone: non si tratta di una grande torta, ma di un dolce locale. La sagra è caratteristica perché si svolge nello spiazzo antistante il suggestivo castello rupestre di Sperlinga, considerato tra i più belli del suo genere in Europa. L'evento è caratterizzata da rievocazioni storiche sulla vita del Castello di Sperlinga. La sagra del tortone è nata nel 1982 in occasione del settimo centenario dei Vespri siciliani. Dolce prodotto con semplicissimi ingredienti: farina impastata e lievitata, olio d'oliva e zucchero cosparso sulle formelle.

### Cinema
Film girati a Sperlinga:
- Minatori. Rosso Malpelo di Pasquale Scimeca (2006)

## Economia
Sperlinga è nota per diverse produzioni artigianali, tra cui le cosiddette artistiche frazzate, coloratissimi tappeti tessuti a mano su vecchi telai in legno, connubio tra storia, cultura e tradizioni popolari.
Sperlinga vanta una cospicua produzione di altissima qualità biologica di olive, agrumi ma anche di grano, foraggi e la produzione floricola. 
Fiorente è l'allevamento biologico locale di bovini e ovini e di tutti i prodotti derivati che si possono gustare in particolare durante la Fiera del Bestiame che si tiene nei mesi di giugno, agosto e settembre. Tra i dolci tipi la cassata, e il famosissimo Tortone, dolce fatto con la pasta del pane, fritta in olio, e cosparsa di cannella. Tra i piatti tipici locali è nota la frasca tela, una particolare polenta di farina di grano duro o di cicerchia, con lardo e broccoletti.

## Infrastrutture e trasporti
Il comune è interessato dalle seguenti direttrici stradali:
- .dell'Etna e delle Madonie

## Amministrazione
Di seguito è presentata una tabella relativa alle amministrazioni che si sono succedute in questo comune.
| Periodo           | Periodo          | Primo cittadino       | Partito                     | Carica          | Note   |
| ----------------- | ---------------- | --------------------- | --------------------------- | --------------- | ------ |
| 14 dicembre 1988  | 24 maggio 1990   | Paolo D'angelo        | Democrazia Cristiana        | Sindaco         | [ 20 ] |
| 5 giugno 1990     | 23 gennaio 1992  | Sebastiano Salamone   | -                           | Sindaco         | [ 20 ] |
| 24 settembre 1992 | 8 giugno 1993    | Salvatore Valguarnera |                             | Comm. regionale | [ 20 ] |
| 8 giugno 1993     | 1º dicembre 1997 | Giovanni Sottosanti   | Partito Socialista Italiano | Sindaco         | [ 20 ] |
| 1º dicembre 1997  | 28 maggio 2002   | Giuseppe Cuccì        | centro-destra               | Sindaco         | [ 20 ] |
| 28 maggio 2002    | 15 maggio 2007   | Giuseppe Cuccì        | lista civica                | Sindaco         | [ 20 ] |
| 15 maggio 2007    | 7 maggio 2012    | Giuseppe Matarazzo    | lista civica                | Sindaco         | [ 20 ] |
| 7 maggio 2012     | 14 giugno 2017   | Saverio Di Marco      |                             | Sindaco         | [ 20 ] |
| 11 giugno 2017    | in carica        | Giuseppe Cuccì        |                             | Sindaco         | [ 20 ] |

## Galleria d'immagini

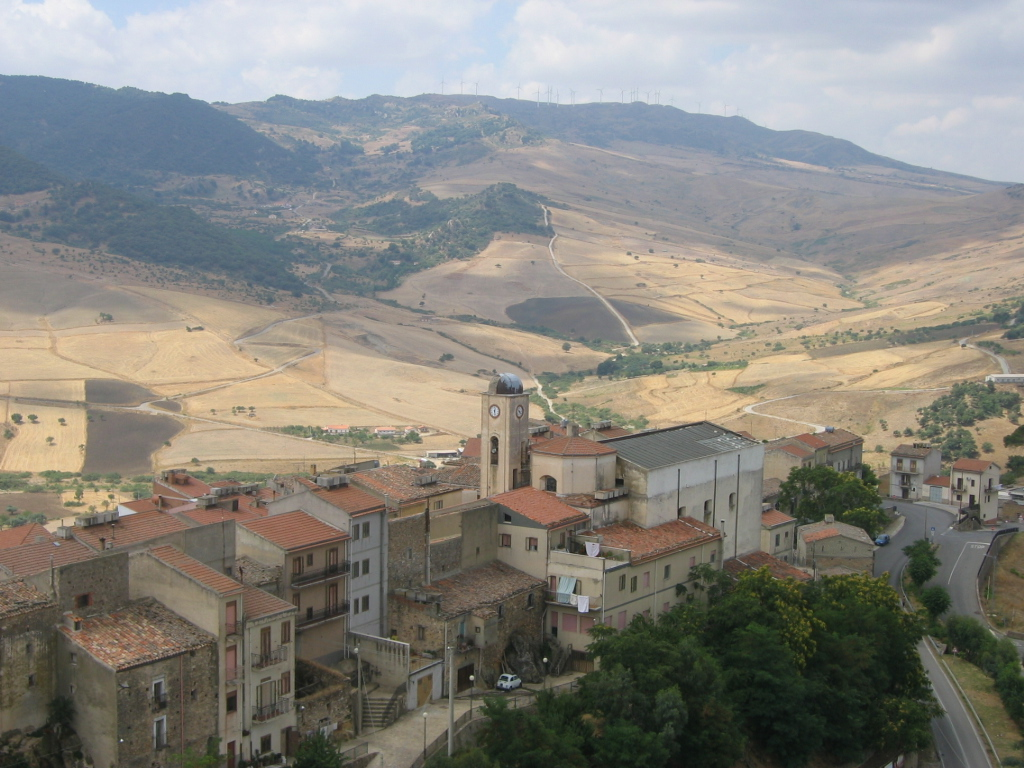
Veduta panoramica.
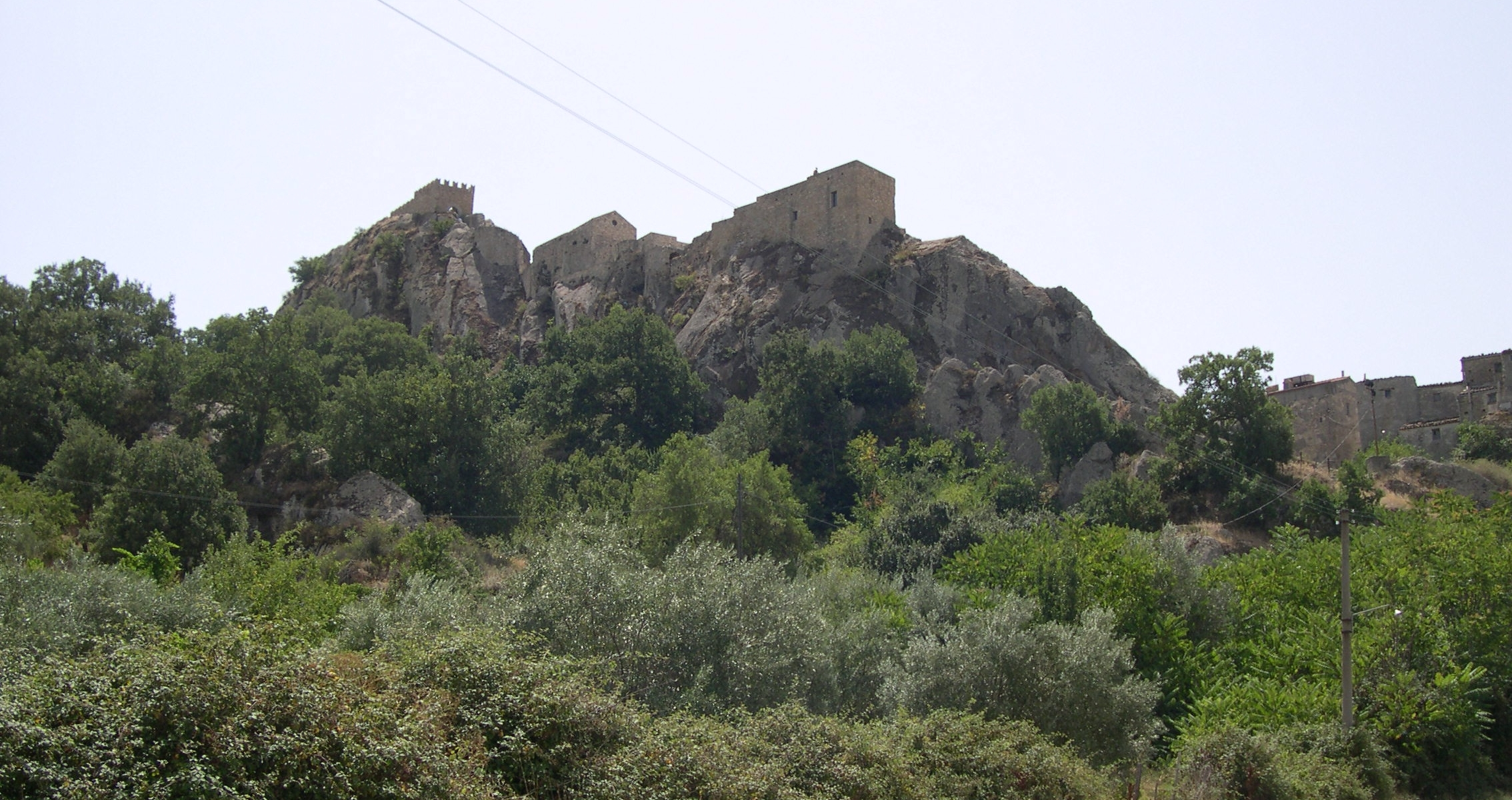
Veduta del castello rupestre.
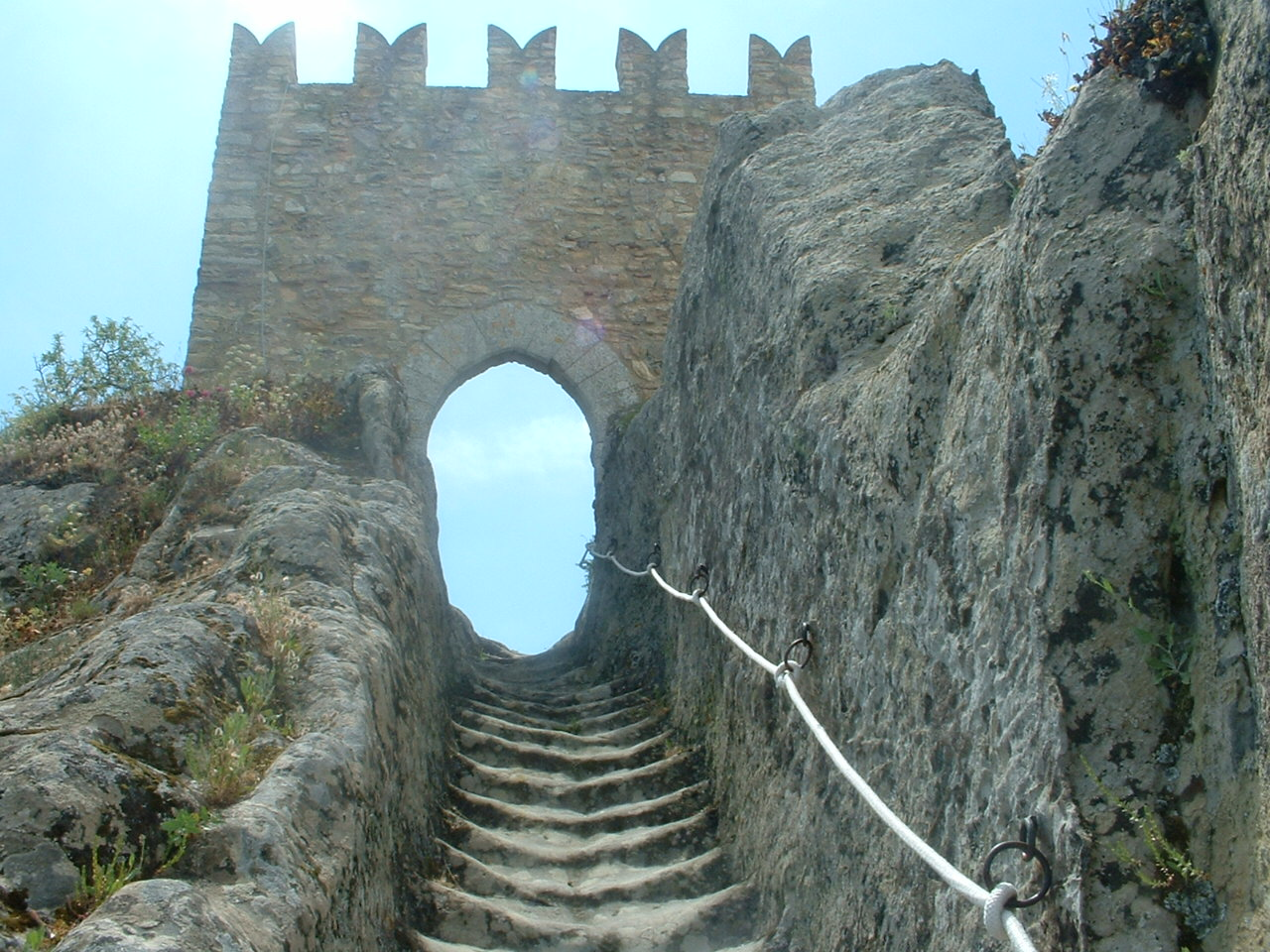
La torre merlata del castello.
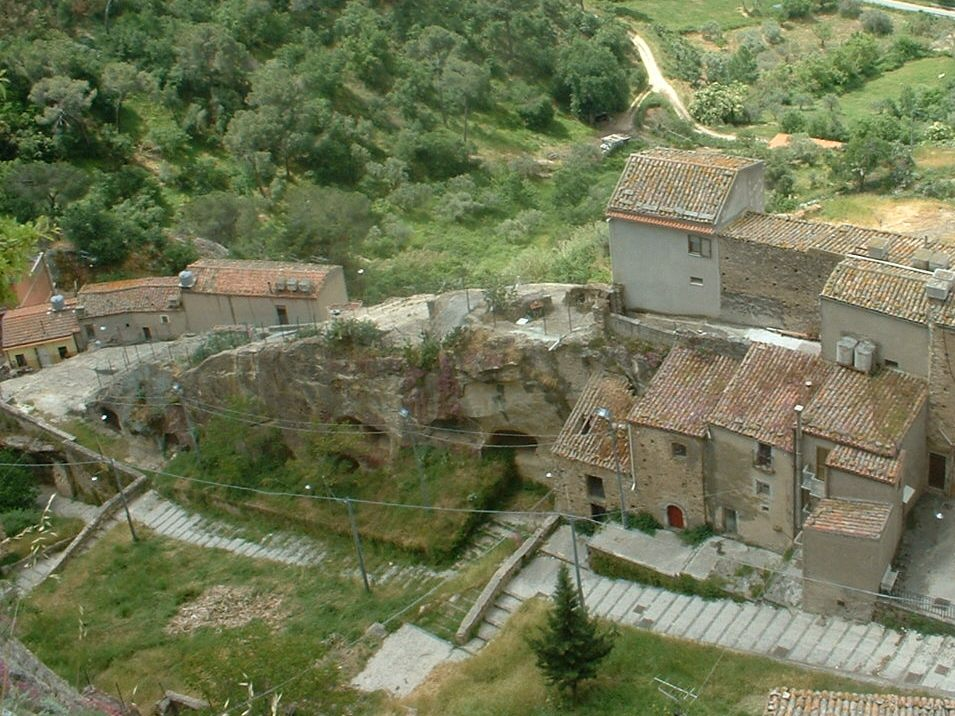
Le grotte trogloditiche di Sperlinga viste dalla sommità del castello.